# I Love New York (Fernsehserie)
I Love New York ist eine US-amerikanische Reality-TV-Show, in der Tiffany Pollard ihre große Liebe finden will. Pollard spielte bereits die Kandidatin „New York“ in der Show Flavor of Love, die als Vorbild für I Love New York diente.

## Hintergrund
Tiffany Pollard nahm erst an der ersten Staffel von Flavor of Love teil, in der sie aber im Finale gegen Hoopz verlor. Später kam sie als Gast zu Flavor of Love 2, um herauszufinden, wer es mit ihm ehrlich meint und wer nicht. Am Ende der Folge bat Flavor New York, beim weiteren Verlauf der Staffel teilzunehmen, was sie annahm. Am Ende der Staffel stand sie wieder im Finale und verlor wieder. Diesmal gegen ihre Mitstreiterin Deelishis (alias Chandra Davis). In der Reunion Show bot Flav ihr an, eine eigene TV Show unter dem Namen 'I love New York' zu machen. In der ersten Staffel gewann Tango, der New York nach der Bekanntgabe des Gewinners einen Heiratsantrag machte, den sie annahm. Doch in der Reunion Show machte er Schluss, weil New York seine Mutter beleidigt hatte. Vor der zweiten Staffel machte New York eine Therapie. Im Finale der zweiten Staffel gewann schließlich Tailor Made. In der Reunion Show macht er ihr einen Heiratsantrag, den sie annahm. Im Sommer 2008 trennten sich beide wieder.

## Staffel 1
Die erste Staffel, bestehend aus zwölf Episoden, startete in den USA auf dem Sender VH1 am 8. Januar 2007 und endete am 15. April 2007. Gewinner war Tango, welcher „New York“ im Finale einen Heiratsantrag machte. Am Ende trennte sich Tango von New York in einer Sonderfolge, weil diese seine Mutter beleidigt hatte. Außerdem nannte er als Grund, dass er Tiffany als Mensch und nicht ihre Kunstfigur New York lieben würde. Daraufhin bereute Pollard ihre Entscheidung, sich nicht für „Chance“ entschieden zu haben.

### Kandidaten
| Spitzname  | Bürgerlicher Name | Ausgeschieden                 |
| Tango      | Patrick Hunter    | Gewinner                      |
| Chance     | Kamal Givens      | Folge 10                      |
| Real       | Ahmad Givens      | Folge 9                       |
| Whiteboy   | Joshua Gallander  | Folge 8                       |
| 12Pack     | Dave Amerman      | Folge 7                       |
| Mr. Boston | Lee Marks         | Folge 6                       |
| Rico       | Sandro Padrone    | Folge 5                       |
| Onix       | William Lash      | Folge 4                       |
| Heat       | Jason Rosell      | Folge 4                       |
| Pootie     | Lamonty Council   | Folge 3 (freiwillig gegangen) |
| Bonez      | Kevin John        | Folge 3                       |
| T. Weed    | Kevin Watson      | Folge 3                       |
| Trendz     | Hashim Smith      | Folge 2                       |
| Token      | Chase Irwin       | Folge 2                       |
| Romance    | Ricky Perillo     | Folge 2                       |
| Jersey     | Bryant Covert     | Folge 1                       |
| T-Money    | Thomas Young      | Folge 1                       |
| T-Bone     | Tyrone Ellis      | Folge 1                       |
| Ace        | Darin Darnell     | Folge 1                       |
| Wood       | Randy Richwood    | Folge 1                       |

## Staffel 2
Die zweite Staffel wurde vom 8. Oktober 2007 bis zum 6. Januar 2008 in den USA ausgestrahlt. In Deutschland läuft die Staffel seit dem 18. Juli 2008.
Anders als bei der ersten Staffel, tritt Chamo (Mauricio Sanchez) nicht mehr als New Yorks Assistent auf. An seiner Stelle wird „Big Ant“ (Anthony) als ihr Assistent und „Bodyguard“ fungieren. Der Gewinner der Staffel 2 war Tailor Made, dessen richtiger Name George Weisgerber lautet und den „New York“ am Anfang der Staffel überhaupt nicht attraktiv fand.
In der „Reunion“-Show wiederholte George Weisgerber seinen Heiratsantrag und New York nahm ihn an. Die beiden lebten zusammen in einem New Yorker Apartment. Anfang 2008 sollen sie sich jedoch getrennt haben.

### Kandidaten
| Spitzname       | Bürgerlicher Name      | Ausgeschieden                   |
| Tailor Made     | George Weisgerber      | Gewinner                        |
| Buddha          | Ezra Masters           | Folge 4, Folge 12               |
| Punk            | David Otunga           | Folge 10                        |
| The Entertainer | Frank Maresca          | Folge 9                         |
| Mr. Wise        | Solomon Wise           | Folge 8                         |
| Pretty          | Wyatt McCullum         | Folge 7 (freiwilliger Austritt) |
| Wolf            | Greg Harris            | Folge 6                         |
| It              | Kwame Smalls           | Folge 5                         |
| Midget Mac      | Torrey Samuels         | Folge 5                         |
| 20 Pack         | Nico Vasquez           | Folge 4                         |
| Cheezy          | Mathew Levy            | Folge 3                         |
| Man Man         | Collin Anthony Vickers | Folge 3                         |
| Yours           | Lafayette Brown        | Folge 2                         |
| Knock Out       | Deandre Allberry       | Folge 2                         |
| Unsure          | Jared Roberts          | Folge 2 (freiwilliger Austritt) |
| Champion        | Jimmy Houston          | Folge 1                         |
| Failbob-t       | Patrick Millner        | Folge 1                         |
| Milliown        | Jamal Bryant           | Folge 1                         |
| Ears            | David Cuevas           | Folge 1                         |
| Doc             | Dwight Holliday        | Folge 1                         |
| Sweetie Pie     | Darnell Wright         | Folge 1                         |